# News of the World (журнал)

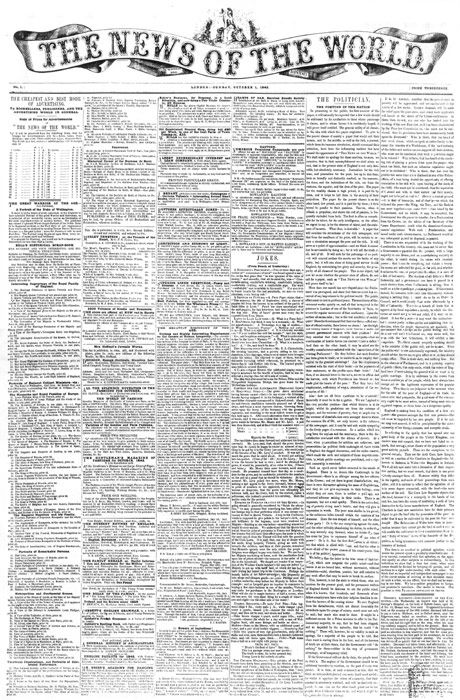
Перший номер журналу від 1 жовтня 1843 року

News of the World (англ. «Новини світу») — британський таблоїд, що видавався з 1843 по 2011 рік. Виходив щосуботи. Створений як братське видання газети The Sun'.
Тираж кожного випуску (на березень 2010 року) — 2 904 566 екземплярів. Друге за тиражем англомовне видання у світі.

## Історія
Редактор Енді Коулсон змушений 26 січня 2007 року подати у відставку після т. зв. «королівського телефонного скандалу». Його замінив Колін Майлер, що раніше очолював Daily Mirror і працював у New York Post'.
7 липня 2011 року Джеймс Мердок, син власника News of the World Руперта Мердока, оголосив, що останній випуск газети вийде у неділю 10 липня 2011 року. Газета буде закрита у зв'язку зі скандалом із прослуховуванням телефонних розмов зірок..

## Скандальні публікації

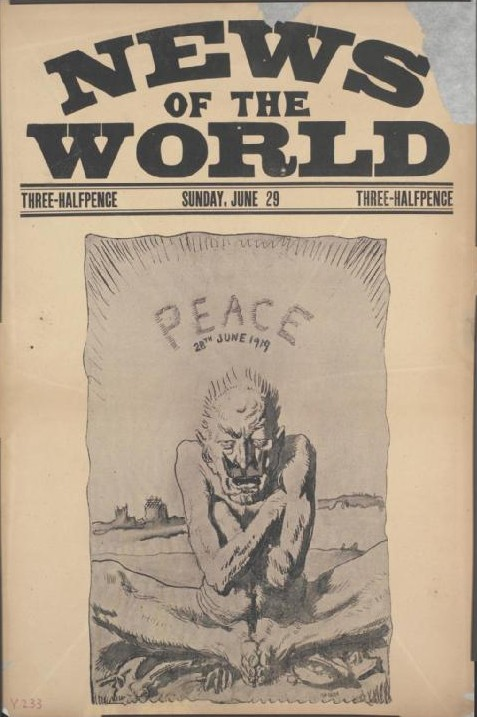
Номер журналу від 29 червня 1919 з карикатурою на кайзера Німеччини Вільгельма II

- Транссексуал «Bond Girl» у фільмі Тільки для ваших очей (1981).
- Про католицького священника Родеріка Райте (1996).
- У 2000 році видання розв'язало антипедофільну кампанію, через що постраждали однофамільці педофілів, розкритих газетою[8]; серед інцидентів були зареєстровані й атаки на домівки підозрюваних[9], і напади на них[10][11]; реакція читачів вийшла з-під контролю[12].
- Принц Гаррі п'є і вживає наркотики (2002).
- Девід Бекхем і Ребекка Лус (2004).
- Сексуальний скандал з участю президента FIA Макса Мослі (2008).
- Володар 14 золотих медалей курить бонг (2009).
- Чемпіон світу по снукеру Джон Гіггінс був спровокований позаштатним журналістом видання на ніби участь у неіснуючих договірних матчах, вигаданих самою газетою[13] (2010).